# Bataille des îles Kerkennah
Seconde Guerre mondiale
Batailles
1940
- Vado
- Siège de Malte
- Club Run
- Convoi Espero
- Mers el-Kébir
- Punta Stilo
- Cap Spada
- Hurry
- Cap Passero
- MB.8
- Tarente
- Détroit d'Otrante
- White
- Cap Teulada

1941
- Excess
- Convoi AN 14
- Grog
- Abstention
- Baie de La Sude
- Cap Matapan
- Îles Kerkennah
- Crète
- Galite
- Substance
- Halberd
- Convoi Duisburg
- Cap Bon
- Syrte (1941)
- Rade d'Alexandrie

1942
- Syrte (1942)
- Calendar
- Bowery
- Albumen
- Harpoon
- Vigorous
- Pedestal
- Agreement
- Torch
- Stoneage
- Sabordage de la flotte française à Toulon
- Portcullis
- Banc de Skerki
- Olterra (navire auxiliaire)
- Raid sur Alger

1943
- Zouara
- Convoi de Cigno
- Convoi de Campobasso
- Corkscrew
- Husky
- Gela
- Scylla
- Pietracorbara
- Dodécanèse
  - Rhodes
  - Leros
  - Kos
- Convoi KMF-25A

1944
- Ist
- Raid sur Santorin
- Raid sur Symi
- Port-Cros
- La Ciotat
- Île de Pag

1945
Mer Ligure
- Convois alliés
  - convois de Malte
- Campagne des U-boote
- Campagne adriatique

La bataille des îles Kerkennah est un combat naval de la Seconde Guerre mondiale qui se déroula le 15 avril 1941 au large de l'archipel tunisien des Kerkennah.

## Description
C'est au cours de la journée du 15 avril qu'un avion britannique Maryland repère un convoi de l'Axe composé des quatre vapeurs transports de troupes allemands, Iserlohn, Adana, Aegina et Arta, et du transport de munitions italien Sabaudia. Ce convoi, protégé par trois contre-torpilleurs italiens (Tarigo, Lampo et Baleno) avait appareillé de Naples deux jours plus tôt et devait déposer à Tripoli 14 400 tonnes de matériel de guerre pour le maréchal Erwin Rommel. Ce matériel comprenait des chars, des camions et d'autres équipements divers. À 14 h, le convoi se situe approximativement entre l'île de Pantelleria et le golfe d'Hammamet en Tunisie.
Une fois le convoi repéré, l'amiral Ford, commandant de la base maritime de Malte, ordonne à la 14e flottille de destroyers composée des navires Janus, Nubian, Mohawk et Jervis d'intercepter et de couler ce convoi. Le commandement de l'attaque revient au commodore Philip Mack. Ce dernier prévoit une interception au large des bancs de l'archipel des Kerkennah situé au large des côtes tunisiennes. Cependant, le temps étant mauvais, ils ne peuvent pas bénéficier de l'aide de l'aviation et l'absence de radars sur les navires oblige les Britanniques à combattre à vue.
C'est à 18 h que la flottille appareille du port de Malte. Elle se dirige alors à une vitesse de 26 nœuds sur le cap Mahdia. En pleine nuit, les veilleurs sont doublés et équipés de jumelles, les destroyers naviguant bien évidemment tous feux masqués. À 1 h 45, comme prévu, la flotte se trouve au niveau des bancs des Kerkennah mais la flotte ennemie n'est pas au rendez-vous. Cependant, le convoi passe à six kilomètres des Britanniques sans être repéré et sans les repérer bien que les Britanniques se trouvent dans le reflet de la lune. Finalement, à 2 h du matin, un veilleur signale un navire à 10 kilomètres. À une vitesse de 30 nœuds (54 kilomètres par heure), la flotte britannique se dirige sur son adversaire.
À 2 h 15, les Britanniques sont à deux kilomètres du convoi adverse et Mack ordonne alors d'ouvrir le feu avec les canons de 120 millimètres. Les Italiens ripostent deux minutes plus tard mais il est déjà trop tard. Le Jervis a déjà touché à mort le cargo Lampo qui sombre. Au même moment, le Nubian s'en prend au Baleno qui prend un coup en pleine passerelle. Tout l'état-major est tué et le navire en flamme dérive sur la mer. Le destroyer Mohawk tente de son côté de couler le cargo Adana qui réussit à l'éviter. Il se trouve alors en face du dernier contre-torpilleur, le Tarigo, conduit par le capitaine de frégate Pietro de Cristofaro. Il tire alors de toutes ses pièces. Pendant ce temps, la cargo Sabaudia touché dans sa soute à munitions explose dans une gerbe de flammes. Il n'y a aucun survivant. À ce moment, tous les navires britanniques concentrent leurs tirs sur le Tarigo qui est touché à de nombreuses reprises. Il réussit néanmoins à tirer trois torpilles dont deux touchent le destroyer Mohawk, qui sera sabordé par le Jervis. On déplorera 41 morts dont le commandant. N'ayant pas eu le temps de détruire ses codes secrets, des plongeurs italiens s'en empareront entre avril et juin 1941. Mais la victoire britannique est cependant parachevée par la destruction des cargos Arta, Iserlohn et Aegina. Après avoir récupéré les survivants britanniques, ainsi que quelques soldats ennemis, les trois destroyers britanniques font route sur Malte. Les Italiens récupérèrent plus tard des survivants mais la destruction d'autant de matériel retardera l'offensive de Rommel.
Au terme de la bataille, Malte devient enfin une base offensive et malgré le fait qu'ils ne peuvent empêcher le passage de l'Afrikakorps, sous-marins, avions et navires font baisser de manière radicale le nombre de convois de l'Axe en direction de l'Afrique du Nord.

## Sources
- Jean-Jacques Antier, Les Grandes Batailles navales de la Seconde Guerre mondiale, éd. Omnibus, Paris, 2000